# Светлое (Льговский сельсовет)
Све́тлое (до 1948 года Джанко́й гре́ческий; укр. Світле, крымскотат. Yunan Canköy, Юнан Джанкой) — исчезнувшее село в Кировском районе Республики Крым, располагавшееся на юго-западе района, в северных отрогах Внутренней гряды Крымских гор, примерно в 1,5 км к западу от современного села Льговское.

## История
Впервые в доступных источниках селение встречается в «…Памятной книжке Таврической губернии на 1902 год», согласно которой в деревне Джанкой, Цюрихтальской волости Феодосийского уезда, находившейся в частном владении, числилось 14 жителей, домохозяйств не имеющих. По Статистическому справочнику Таврической губернии. Ч.II-я. Статистический очерк, выпуск пятый Феодосийский уезд, 1915 год, в деревне Джанкой Цюрихтальской волости Феодосийского уезда числилось 26 дворов (24 двора с землёй, 2 — безземельные) с греческим населением в количестве 128 человек приписных жителей и 9 «посторонних», из которых 63 мужчины и 79 женщин. Жители владели 261 десятиной удобной земли. В хозяйствах имелось 58 лошадей, 20 волов, 40 коров и 25 голов овец, свиней, или коз.
После установления в Крыму Советской власти, по постановлению Крымревкома от 8 января 1921 года была упразднена волостная система и село вошло в состав вновь созданного Владиславовского района Феодосийского уезда, а в 1922 году уезды получили название округов. 11 октября 1923 года, согласно постановлению ВЦИК, в административное деление Крымской АССР были внесены изменения, в результате которых округа ликвидировались и Владиславовский район стал самостоятельной административной единицей. Декретом ВЦИК от 04 сентября 1924 года «Об упразднении некоторых районов Автономной Крымской С. С. Р.» в октябре 1924 года район был преобразован в Феодосийский и село включили в его состав. Согласно Списку населённых пунктов Крымской АССР по Всесоюзной переписи 17 декабря 1926 года, в селе Джанкой, Челеби-Элинского сельсовета Феодосийского района, числилось 32 двора, все крестьянские, население составляло 149 человек, из них 137 греков, 6 русских и 6 армян. Постановлением ВЦИК «О реорганизации сети районов Крымской АССР» от 30 октября 1930 года из Феодосийского района был выделен (воссоздан) Старо-Крымский район (по другим сведениям 15 сентября 1931 года) и село включили в его состав.
В 1944 году, после освобождения Крыма от фашистов, согласно постановлению ГКО № 5984сс от 2 июня 1944 года, 27 июня крымские греки были депортированы в Пермскую область и Среднюю Азию. 12 августа 1944 года было принято постановление № ГОКО-6372с «О переселении колхозников в районы Крыма» и в сентябре того же года в село приехали первые переселенцы, 1268 семей, из Курской, Тамбовской и Ростовской областей, а в начале 1950-х годов последовала вторая волна переселенцев. С 1954 года местами наиболее массового набора населения стали различные области Украины. С 25 июня 1946 года Джанкой в составе Крымской области РСФСР. Указом Президиума Верховного Совета РСФСР от 18 мая 1948 года, Джанкой греческий переименовали в Светлое. 26 апреля 1954 года Крымская область была передана из состава РСФСР в состав УССР. После ликвидации в 1959 году Старокрымского района село переподчинили Кировскому. Время включения в Золотополенский сельсовет пока не установлено: на 15 июня 1960 года село уже числилось в его составе. Ликвидировано к 1968 году (согласно справочнику «Крымская область. Административно-территориальное деление на 1 января 1968 года» — в период с 1954 по 1968 год, как село Золотополенского сельсовета).